# 神奈川県立あいかわ公園
神奈川県立あいかわ公園（かながわけんりつあいかわこうえん）は、神奈川県愛甲郡愛川町にある都市公園(広域公園)。
宮ヶ瀬湖（宮ヶ瀬ダム）の東側に隣接しており、「雄大なダムと首都圏最大級のダム湖の眺望」及び「様々な地域文化とのふれあいが楽しめる憩いと交流のレクリエーション拠点」として整備されている。

## 概要
宮ヶ瀬湖（宮ヶ瀬ダム）の東側に隣接しており、パークセンター、工芸工房村、冒険の森、冒険広場、中央広場、ふれあい広場、子供広場、風の丘、花の斜面、花の森、自然観察林等、様々な施設が整備されている。
平成14年4月27日。22番目の神奈川県立都市公園として開設された。
平成19年4月には、大型遊具のある「冒険の森」や「冒険広場」、森林の中を散策できる「自然観察林」が開設された。
平成21年4月には、地元愛川町の伝統工芸を広く県内外へ紹介する情報発信拠点として、また伝統工芸にふれあえる創作体験を通じて地域の関心を高め、来訪者と地域の交流を図る場として「工芸工房村」がオープンした。
愛川町立の愛川町郷土資料館が敷地内に設置されている。
愛川町の町花であるツツジの名所として知られ、3月末から5月始めにかけて、花の斜面を中心に、約40種類、40,000本のツツジが咲き誇る。毎年4月29日には『あいかわ公園つつじまつり』が開催される。

## 主な施設
- パークセンター

管理事務所の入る建物で、太陽光発電や雨水をトイレの水に利用するなど、環境に配慮された「環境共生型パークセンター」である。愛川町観光協会の売店もあり、周辺情報検索や休憩もできるなど多様な機能を備えている。
- 工芸工房村

地元愛川町の伝統工芸である「藍染め」「機織り」「紙漉き」「陶芸」「木竹工」などを体験することができ、伝統工芸の創作体験を通じて地域への関心を高め、来訪者と地域の交流を図る場になっている。
- 冒険の森

「壁の迷路」「巨大ツリー」「ターザンライド」「林間アスレチック」「スライダー」の5種類の大型遊具がある。
- 風の丘

花の斜面の上部に広がる芝生の丘。眺望もよく、巨大な宮ヶ瀬ダムを望めるほか、空気が澄んでいる日には横浜ランドマークタワーも見ることができる。
- ふわふわドーム

空気によって膨らませたドーム状のシートの上で跳びはねて遊ぶトランポリンのようなエア遊具。小学生用と未就学児用の2種類のドームがある。
- じゃぶじゃぶ池

パークセンター前に作られた修景池だが、深さも15センチ程度のため、子どもたちの水遊び場として人気の施設である。オムツの外れていない子どもは利用できない。
- 中央公園噴水

5本の巨大な石柱を中心とした噴水。小さな子どもたちの水遊び場として人気がある。ジャブジャブ池が、オムツの外れていない子どもの利用が制限されているのに対して、噴水は制限されておらず誰でも利用できる。

## アクセス
車
- 首都圏中央連絡自動車道相模原インターチェンジより津久井広域道路を相模湖方面へ向かい「長竹三差路」を左折、国道412号を厚木方面に向かい「宮ヶ瀬ダム入口」交差点右折→あいかわ公園（相模原インターから約15分)
- 東名高速道路厚木インターチェンジを厚木市内方面に下りて、国道129号（国道246号）「市立病院前」交差点左折、国道412号「宮ヶ瀬ダム入口」交差点左折（厚木インターチェンジから約40分）
- 中央自動車道相模湖インターチェンジを下りて、国道20号、国道412号「三ヶ木」交差点を厚木方面へ、「宮ヶ瀬ダム入口」交差点右折（相模湖インターチェンジから約50分）

駐車場
- 「南駐車場」と、臨時駐車場である「北駐車場」の2か所がある。南駐車場は常時利用可能だが、北駐車場は南駐車場が満車になった場合に開放される。
- 南駐車場の駐車台数は、大型・中型9台、普通451台。
- 北駐車場の駐車台数は、大型・中型15台、普通206台。
- 駐車場利用料金は、平日は無料。土・日・祝日及びGW・夏休みは有料。普通車500円、大型・中型1,500円、二輪車100円。

電車とバス
- 小田急小田原線「本厚木駅」から、神奈川中央交通バス「厚01センター経由半原」行き「愛川大橋」下車、バス停から徒歩20分。または｢厚02田代経由半原｣行き｢半原｣終点下車、バス停から徒歩30分
- JR横浜線・相模線・京王相模原線「橋本駅」またはJR中央本線相模湖駅より神奈川中央交通バスで「三ヶ木」へ行き｢三51関経由半原｣行きに乗り換える、「石小屋入口」下車（約15分）バス停から徒歩15分
- JR横浜線·相模原駅·淵野辺駅·橋本駅および相模線·上溝駅の各駅から田名バスターミナルへ行き「田01半原」行きに乗り換える、半原終点下車、徒歩30分